# Nilüfer Belediye Spor Kulübü 2016-2017 (pallavolo)
Questa voce raccoglie le informazioni riguardanti il Nilüfer Belediye Spor Kulübü nelle competizioni ufficiali della stagione 2016-2017.

## Organigramma societario
Area direttiva
- Presidente: Ali Karamık

Area tecnica
- Allenatore: Atay Doğu (fino a dicembre), Abdullah Tiryaki (da dicembre a gennaio), Inessa Emel'janova (da gennaio)
- Allenatore in seconda: Burak Yavuz
- Assistente allenatore: Uğur Dilek
- Scoutman: Talip Tamer Altay

## Rosa
| N° | Nome               | Ruolo | Data di nascita   | Nazionalità sportiva |
| -- | ------------------ | ----- | ----------------- | -------------------- |
| 1  | Elif Kapıkıran     | L     | 9 febbraio 1993   | Turchia              |
| 2  | Zeynep Öztuna      | P     | 1º ottobre 1999   | Turchia              |
| 3  | Iryna Truškina     | C     | 3 dicembre 1986   | Ucraina              |
| 4  | Tetjana Kozlova    | S     | 25 settembre 1984 | Ucraina              |
| 6  | Esma Ulu           | S     | 29 gennaio 2002   | Turchia              |
| 7  | Dilara Bağcı       | L     | 2 febbraio 1994   | Turchia              |
| 8  | Seda Menekşe       | S     | 8 luglio 1997     | Turchia              |
| 9  | Oleksandra Bycenko | S     | 23 novembre 1995  | Ucraina              |
| 11 | Selen Kafadar      | S     | 14 marzo 1990     | Turchia              |
| 12 | Berrak Kakaşçı     | P     | 14 maggio 1997    | Turchia              |
| 13 | Janset Erkul       | C     | 12 gennaio 1997   | Turchia              |
| 15 | Buse Kara          | S     | 30 agosto 1998    | Turchia              |
| 16 | Aylin Kurtuluş     | S     | 10 aprile 2001    | Turchia              |
| 17 | Ceyda Aktaş        | O     | 18 agosto 1994    | Turchia              |
| 18 | Duygu Düzceler     | P     | 6 aprile 1990     | Turchia              |
| 20 | Neslişah Durgun    | C     | 5 ottobre 1993    | Turchia              |

## Statistiche

### Statistiche di squadra
| Competizione     | Punti | In casa | In casa | In casa | In trasferta | In trasferta | In trasferta | Totale | Totale | Totale |
| Competizione     | Punti | G       | V       | P       | G            | V            | P            | G      | V      | P      |
| ---------------- | ----- | ------- | ------- | ------- | ------------ | ------------ | ------------ | ------ | ------ | ------ |
| Sultanlar Ligi   | 12,71 | 11      | 1       | 10      | 11           | 1            | 10           | 28     | 7      | 21     |
| Coppa di Turchia | -     | 1       | 1       | 0       | 1            | 1            | 0            | 3      | 2      | 1      |
| Totale           | -     | 12      | 2       | 10      | 12           | 2            | 10           | 31     | 9      | 22     |

G = partite giocate; V = partite vinte; P = partite perse

### Statistiche dei giocatori
| Giocatrice   | Campionato | Campionato | Campionato | Campionato | Campionato | Coppa di Turchia | Coppa di Turchia | Coppa di Turchia | Coppa di Turchia | Coppa di Turchia | Totale | Totale | Totale | Totale | Totale |
| Giocatrice   | P          | PT         | AV         | MV         | BV         | P                | PT               | AV               | MV               | BV               | P      | PT     | AV     | MV     | BV     |
| ------------ | ---------- | ---------- | ---------- | ---------- | ---------- | ---------------- | ---------------- | ---------------- | ---------------- | ---------------- | ------ | ------ | ------ | ------ | ------ |
| C. Aktaş     | 26         | 281        | 229        | 28         | 24         | 3                | 31               | 23               | 4                | 4                | 29     | 312    | 252    | 32     | 28     |
| D. Bağcı     | 27         | 0          | 0          | 0          | 0          | 3                | 0                | 0                | 0                | 0                | 30     | 0      | 0      | 0      | 0      |
| O. Bycenko   | 14         | 229        | 204        | 16         | 9          | -                | -                | -                | -                | -                | 14     | 229    | 204    | 16     | 9      |
| N. Durgun    | 20         | 69         | 36         | 15         | 18         | 3                | 12               | 7                | 1                | 4                | 23     | 81     | 43     | 16     | 22     |
| D. Düzceler  | 27         | 52         | 13         | 10         | 29         | 3                | 10               | 4                | 1                | 5                | 30     | 62     | 17     | 11     | 34     |
| J. Erkul     | 27         | 182        | 93         | 61         | 28         | 3                | 22               | 11               | 8                | 3                | 30     | 204    | 104    | 69     | 31     |
| S. Kafadar   | 8          | 1          | 0          | 0          | 1          | 3                | 5                | 5                | 0                | 0                | 11     | 6      | 5      | 0      | 1      |
| B. Kakaşçı   | 5          | 1          | 0          | 0          | 1          | 1                | 0                | 0                | 0                | 0                | 6      | 1      | 0      | 0      | 1      |
| E. Kapıkıran | 13         | 4          | 0          | 1          | 3          | 2                | 0                | 0                | 0                | 0                | 15     | 4      | 0      | 1      | 3      |
| B. Kara      | 15         | 25         | 19         | 2          | 4          | 3                | 7                | 7                | 0                | 0                | 18     | 32     | 26     | 2      | 4      |
| T. Kozlova   | 27         | 300        | 268        | 11         | 21         | 2                | 28               | 24               | 1                | 3                | 29     | 328    | 292    | 12     | 24     |
| A. Kurtuluş  | 0          | 0          | 0          | 0          | 0          | -                | -                | -                | -                | -                | 0      | 0      | 0      | 0      | 0      |
| S. Menekşe   | 15         | 19         | 15         | 1          | 3          | 1                | 0                | 0                | 0                | 0                | 16     | 19     | 15     | 1      | 3      |
| Z. Öztuna    | 0          | 0          | 0          | 0          | 0          | -                | -                | -                | -                | -                | 0      | 0      | 0      | 0      | 0      |
| I. Truškina  | 27         | 327        | 283        | 33         | 11         | 3                | 63               | 57               | 1                | 5                | 30     | 390    | 340    | 34     | 16     |
| E. Ulu       | 0          | 0          | 0          | 0          | 0          | -                | -                | -                | -                | -                | 0      | 0      | 0      | 0      | 0      |

P = presenze; PT = punti totali; AV = attacchi vincenti; MV = muri vincenti; BV = battute vincenti